# 罗西茨
罗西茨（德語：Rositz）是德国图林根州的市镇，隶属于阿尔滕堡地区县。总面积为12.62平方千米，截至2023年12月31日总人口为2,708人。